# Célula sustentacular

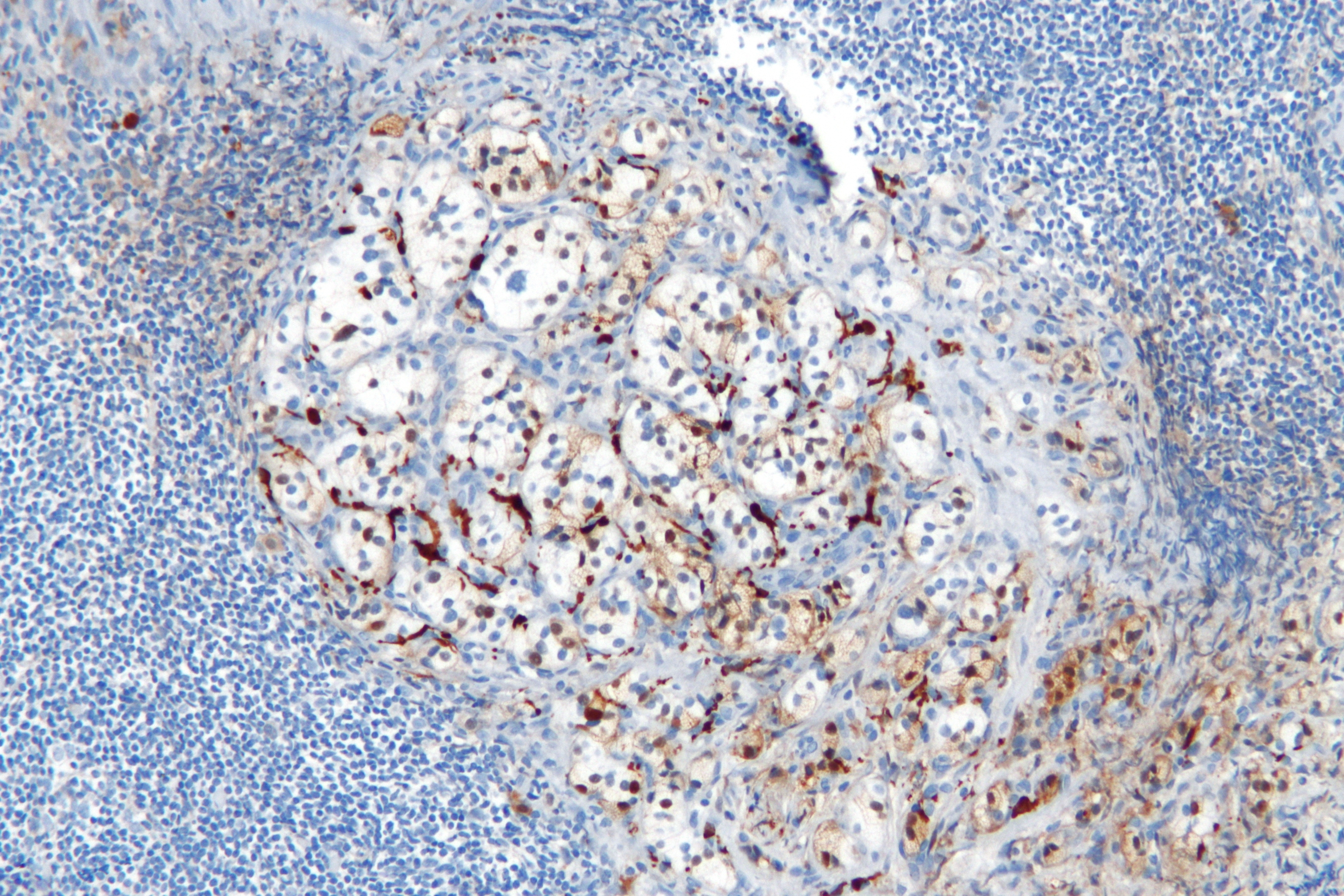
Micrografía destacando las células sustentaculares en un paraganglioma. S100.I nmunotinción

Una célula sustentacular es un tipo de célula principalmente asociada con el soporte estructural, se puede encontrar en varios tejidos.
- Se ha demostrado que las células sustentaculares del epitelio olfativo (también llamadas células de soporte) están involucradas en la fagocitosis de las neuronas muertas,[2] transformación del olor[3] y el metabolismo xenobiótico.[4]

- Un tipo de célula sustentacular  es la célula de Sertoli, en el testículo. Se encuentra en las paredes de los túbulos seminíferos y suministra nutrientes a los espermatozoides.[5] Son responsables de la diferenciación de las espermátidas, el mantenimiento de la Barrera hemato-testicular y la secreción de inhibina, proteína de unión a andrógenos y factor inhibidor de Muller.
- El órgano de Corti en el oído interno y las papilas gustativas también contienen células sustentaculares.[cita requerida]
- Otro tipo de célula sustentacular se encuentra con las células glómicas de los cuerpos carotídeo y aórtico.[cita requerida]
- Alrededor del 40% de los carcinoides tienen una dispersión de células sustentaculares, que se tiñen positivamente para S-100 .[6]